# Lev Levin
Lev Levin, né en 1870 à Odessa et mort le 15 mars 1938, est un médecin russe. 

## Biographie
Levin est diplômé de la Faculté de physique et de mathématiques de l'Université d'Odessa et de la Faculté de médecine de l'Université de Moscou (1896).
En 1896-1897 il se forme à Berlin, puis - dans divers hôpitaux de Moscou dans les années 1907-1919 - un médecin d'usine, puis un médecin-stagiaire qualifié Hôpital du Commissariat du Peuple de la RSFSR, s'enrôle dans le Armée rouge.
Depuis 1920 - médecin-coordinateur, chef du service de thérapie à l'hôpital du Kremlin. A la fois conseiller Lechsanupra Kremlin et l'unité médicale du NKVD de l'URSS. Il était le médecin personnel de Maxim Gorky, Vladimir Lénine, Felix Dzerzhinsky, Vyacheslav Molotov, Genrikh Yagoda, Vyacheslav Menzhinsky et de nombreux autres chefs du parti et du gouvernement.
Depuis l'enfance, il était un ami proche du peintre Leonid Pasternak, Moscou dans les années - un médecin dans toute la famille Pasternak.
Il a été arrêté le 2 décembre 1937 et exécuté le 15 mars 1938 lors des procès de Moscou.